# Aerogenerador Ecotècnia
L' Aerogenerador Ecotècnia és un aerogenerador dissenyat el 1988 per Jordi Mañà i l'Equip Tècnic de l'empresa Ecotècnia. Es tracta d'un molí eòlic, que aprofita la força del vent per convertir-la en electricitat, es compon d'una torre tubular metàl·lica de 30 metres d'alçada i una hèlix de tres pales, de 10 o 14 m de longitud cadascuna, fetes de material compòsit.

## Història
L'aerogenerador Ecotècnia és un disseny de gran èxit comercial, fonamentat en la seva òptima prestació energètica i les virtuts dels seus conceptes formals, que permeten un manteniment fàcil i segur i la disminució del possible impacte ambiental. Ha estat instal·lat a múltiples parcs eòlics de la península Ibèrica i en altres països, sobretot a l'Índia.
Les crisis energètiques de primers de la dècada dels setanta, l'Informe del Club de Roma en relació amb la necessitat d'una bona gestió dels recursos naturals i energètics, la pressió dels grups alternatius i ecologistes, i els innegables beneficis d'estalvi econòmic de les energies alternatives, han portat les administracions a elaborar programes de recerca, promoció i realització de l'energia eòlica perquè aquesta assoleixi un percentatge significatiu dins la producció i el consum energètic.

## Característiques
La carcassa superior de darrere les pales, que conté els mecanismes elèctrics, és de polièster reforçat amb fibra de vidre. Aquesta innovadora tipologia de molí de vent, que s'inscriu en el tradicional ús que s'ha fet d'aquests artefactes per moldre cereal o bombar aigua, fou fruit de l'aplicació de les innovacions tecnològiques, com ara l'electrònica i els nous materials, en aquest camp. De potència mitjana, concebut per a emplaçaments amb velocitat de vent moderada, aquest aerogenerador es caracteritza pel fet que la superfície d'escombratge de les seves pales és superior a la d'altres models d'igual potència, i això significà un increment d'energia.

## Presència a Museus
El 1994, l'empresa Ecotècnia, hi va donar al Museu de les Arts Decoratives de Barcelona un exemplar d'una maqueta a escala 1:20 m del model d'aerogenerador Ecotècnia 150/225 kW, que s'exposà a la col·lecció permanent del museu, ubicada al Palau Reial de Pedralbes, actualment al Museu del Disseny de Barcelona.

## Premis i reconeixements
- Disseny Industrial, 1989, Consell de Cambres de Catalunya, Barcelona xixi de su muhe
- Accèssit al Premi d'Innovació Tecnològica “Mieres del Camino”, 1991, Mieres del Camino, Astúries
- Primer Premi a l'Estalvi d'Energia, 1995, Generalitat de Catalunya, Barcelona.
- Millor aerogenerador europeu pel seu rendiment per part de l'ISE (Fraunhofer Institut für Solare Energiesysteme), 1991
- Nominació als Premis Príncipe Felipe a la Excelencia Empresarial del Ministerio de Industria y Energía, a l'apartat de disseny industrial, 1994, i també a l'European Community Design Prize, 1994.
- Seleccionat per als premis Delta 1990 atorgats per l'ADI/FAD de Barcelona.